# Base (Sektor)
Base (Kinyarwanda Umurenge wa Base) ist einer von 17 Sektoren im Distrikt Rulindo in der Nordprovinz von Ruanda.

## Geographie
Base hat eine Fläche von 28,4 km² und liegt auf einer Höhe von etwa 1750 m. Der Sektor unterteilt sich in die drei Zellen Cyohoha, Gitare und Rwamahwa. Nachbarsektoren sind im Norden Nemba, im Nordosten Cyungo, im Osten Rukozo, im Südosten Kinihira, im Süden Bushoki und im Westen Gashenyi. Durch den Sektor fließt in Südwestrichtung der Fluss Base, ein Zufluss des Nyabarongo. Im Südwesten liegt zudem der gleichnamige Ort Base.

## Bevölkerung
Nach der Volkszählung von 2022 betrug die Einwohnerzahl 20.528 Einwohner. Zehn Jahre zuvor waren es 17.341, was einem jährlichen Bevölkerungszuwachs von 1,7 Prozent zwischen 2012 und 2022 entspricht.

## Verkehr
Durch den Sektor führt die Nationalstraße 19 und von dieser im Ort Kiruli nach Norden abgehend die  Nationalstraße 20. Von beiden ist Stand 2022 lediglich die Nationalstraße 19 asphaltiert. Von Base aus verläuft zudem eine District Road Richtung Südosten.